# Saverio Ritter
Saverio Ritter (24 de janeiro de 1884 – 21 de abril de 1951) foi um prelado italiano da Igreja Católica que trabalhou no serviço diplomático da Santa Sé.

## Biografia
Nasceu em Chiavenna, na província de Sondrio, Itália, em 24 de janeiro de 1884 e foi ordenado sacerdote em 9 de setembro de 1906.
Ele foi enviado a Praga como secretário da nunciatura em 1927, junto com Pietro Ciriaci, para resolver a crise em curso nas relações diplomáticas entre a Tchecoslováquia e a Santa Sé, ocasionada pelas celebrações locais de Jan Hus, visto como herege pela Igreja e herói nacional para muitos tchecos. O Núncio na Checoslováquia, Francesco Marmaggi, retirou-se para Roma em protesto.
Em 5 de agosto de 1935, ele foi nomeado arcebispo titular de Aegina e núncio apostólico na Tchecoslováquia.
Em 11 de agosto, Ritter consagrado bispo pelo cardeal Eugenio Pacelli, posteriormente eleito Papa Pio XII.
Seu serviço foi interrompido pela Segunda Guerra Mundial, quando o regime nazista alemão instituiu um estado cliente, a República Eslovaca, que foi reconhecida por vários países, incluindo a Santa Sé, que mantinha um escritório diplomático chefiado por um encarregado de negócios, Giuseppe Burzio.
Em 11 de maio de 1946, Ritter foi nomeado internúncio na Tchecoslováquia, mas devido a uma doença, desempenhou suas funções apenas de forma intermitente.
Devido ao seu apoio aos bispos checoslovacos contra o novo regime, o governo declarou-o indesejável em março de 1949 e ele deixou Praga em julho.
Ele foi designado para a Secretaria de Estado da Santa Sé em Roma em 1948.
Saverio Ritter morreu em Roma em 21 de abril de 1951.